# Cantonul Cloyes-sur-le-Loir
Cantonul Cloyes-sur-le-Loir este un canton din arondismentul Châteaudun, departamentul Eure-et-Loir, regiunea Centru, Franța.

## Comune
| Comune                  | Populație (1999) | Cod poștal | Cod INSEE |
| ----------------------- | ---------------- | ---------- | --------- |
| Arrou                   | 1 770            | 28290      | 28012     |
| Autheuil                | 217              | 28220      | 28017     |
| Boisgasson              | 114              | 28220      | 28044     |
| Charray                 | 122              | 28220      | 28083     |
| Châtillon-en-Dunois     | 716              | 28290      | 28093     |
| Cloyes-sur-le-Loir      | 2 636            | 28220      | 28103     |
| Courtalain              | 558              | 28290      | 28115     |
| Douy                    | 447              | 28220      | 28133     |
| La Ferté-Villeneuil     | 410              | 28220      | 28150     |
| Langey                  | 315              | 28220      | 28204     |
| Le Mée                  | 209              | 28220      | 28241     |
| Montigny-le-Gannelon    | 426              | 28220      | 28262     |
| Romilly-sur-Aigre       | 465              | 28220      | 28318     |
| Saint-Hilaire-sur-Yerre | 560              | 28220      | 28340     |
| Saint-Pellerin          | 319              | 28290      | 28356     |